# Il malocchio
Il malocchio è un racconto di genere fantastico, mutilo del finale, scritto da Italo Svevo probabilmente tra il 1913 e il 1918.

## Composizione
L'autografo del racconto è conservato nel Museo Sveviano presso la Biblioteca "A. Hortis" a Trieste. Il manoscritto è composto da cinque fogli doppi quadrettati, utilizzati su tutte le facciate e inseriti l'uno nell'altro a formare un fascicolo, per un totale di venti pagine. Il testo e le correzioni sono in inchiostro nero. 
Si presume che il manoscritto sia mutilo, in quanto i fogli sono completamente coperti di scrittura e l'ultima frase rimane in sospeso all'ultimo rigo dell'ultimo foglio: questo fa pensare che l'interruzione non fosse voluta. Probabilmente la parte finale del racconto si trovava su un foglio separato ed è andata smarrita. 
Diversi elementi nel testo permettono di collocare l'epoca di composizione tra il 1913 e il 1918. I frequenti riferimenti ai dirigibili aiutano a indicare un limite anteriore: in Italia l'interesse nei confronti dei dirigibili fu infatti vivo soprattutto nella prima metà degli anni dieci e un incidente avvenuto nel 1911, durante una gara di aviazione a Trieste, potrebbe aver ispirato Svevo per una delle scene nel racconto. Per la descrizione del mezzo forse gli è stato di ispirazione anche un passaggio di dirigibili per i cieli di Murano, raccontato dallo scrittore alla moglie in una lettera datata 11 novembre 1913, durante il quale probabilmente li vide per la prima volta. Questi indizi inducono a non collocare la data di inizio composizione prima del 1913.
Un altro indizio che può aiutare nel delimitare l'epoca di composizione è l'oggetto utilizzato dall'oculista per scongiurare il malocchio, forte richiamo a un passo di un testo di Freud, Über den traum, di cui Svevo nel 1918 aveva intrapreso la traduzione. 
La lingua del racconto, piena di arcaismi, solecismi e scorrettezze ortografiche, e la grafia, inclinata e abbastanza ampia, spingono a non avanzare la data di fine composizione oltre il 1918. La lingua e la grafia corrispondono infatti a quelle della fase intermedia della letteratura di Svevo. Inoltre, nel racconto gli aeroplani sono chiamati dallo scrittore "velivoli", parola diventata meno comune nel dopoguerra.

## Storia editoriale
Il racconto è stato pubblicato per la prima volta nel 1949 da Umbro Apollonio nella raccolta di scritti di Svevo intitolata Corto viaggio sentimentale ed altri racconti inediti. Il curatore ha dato al racconto in questa edizione il titolo Il malocchio, che è stato adottato anche nelle edizioni successive.
Il racconto è stato in seguito pubblicato nel terzo volume dell’Opera omnia di Svevo, pubblicata a cura di Bruno Maier nel 1969, con lo stesso testo, e nel volume di Racconti e scritti autobiografici di Svevo pubblicato a cura di Mario Lavagetto e Clotilde Bertoni nel 2004, con diversi interventi sul testo.

## Trama
Il protagonista del racconto è Vincenzo Albagi, che fin dall'età di dodici anni sogna di diventare imperatore come Napoleone. Egli vive in una piccola città di provincia insieme ai suoi genitori; suo padre Geraldo è un commerciante di vino, un uomo soddisfatto della propria condizione borghese, il quale con i suoi affari ha saputo arricchire sé e la famiglia. 
Per realizzare il suo sogno Vincenzo entra all'accademia militare, ma torna a casa facendosi passare per mentecatto dopo essere stato incarcerato perché aveva mancato di rispetto a un tenente. Successivamente abbandona l'università perché disprezza la gente che gli sta intorno. Ritorna a casa, dove ritrova la tranquillità del proprio contesto familiare e legge molto, cura il proprio aspetto e sposa una ragazza bella e ricca, ma non fa nulla di concreto per realizzare il proprio sogno. Spinto dalla madre, si dedica alla politica. Alla prima sfida elettorale, viene abbattuto dal suo avversario con uno schiaffo, al quale non reagisce. Da questo episodio nasce il malocchio. 
La prima vittima del suo sguardo è proprio il suo avversario, il quale muore qualche giorno dopo a causa di una puntura d’insetto. Successivamente è il turno di un dirigibile carico di uomini. Fin da subito Vincenzo si rende conto della propria colpa, ma poi la nega a sé stesso e la rimuove. Più avanti il suo sguardo uccide anche la madre, la quale gli aveva rinfacciato la sue incapacità. Il protagonista dichiara comunque di nuovo a sé stesso la propria innocenza, accusando un io distante da sé di attivare quell’occhio micidiale. Diventa però di nuovo assassino, questa volta della moglie che, dopo il primo parto, gli aveva promesso di riempire la casa di altri piccoli che forse avranno un grande futuro. 
Agitato dai delitti da lui addossati all'altro io, Vincenzo si reca da un famoso oculista, il quale gli conferma il malocchio e gli dice di essere fortunato ad avere occhi che possono vedere e ferire. Il protagonista reclama la sua bontà, ma l'oculista, con in mano un misterioso oggetto contro il malocchio, gli risponde che egli non è una persona buona, ma solo un invidioso che si è fabbricato le sue armi; ironicamente gli dice che l'unico modo per guarirlo è quello di strappargli i due occhi malvagi. Di fronte a una soluzione così radicale, Vincenzo fugge. 
Il racconto si interrompe durante una scena in cui Vincenzo prende in braccio suo figlio.

## Analisi

### L'inettitudine, il rancore e l'invidia
Vincenzo Albagi è una persona inetta, che vive la vita passivamente, sempre dedito all'immaginazione e rancoroso nei confronti di una realtà in cui non riesce a vivere. Il malocchio nasce dal rancore accumulato in lui. 
Il protagonista non fa nulla di significativo per realizzare il suo sogno: in parte perché è incapace di venire a patti con la realtà, è insofferente dei limiti, delle attese e della competizione con gli altri; in parte perché vive in un ambiente ideale, quello familiare, in cui può coltivare le sue fantasie e trovare sostegno per le sue manie di grandezza. 
Il ritorno a casa dopo gli insuccessi dell'accademia militare e dell'università è la conseguenza della sua incapacità di lottare per realizzarsi, che è tenuta nascosta agli altri, e forse anche a lui stesso, da un atteggiamento di superiorità, come si può leggere ancora negli episodi dell'accademia militare e dell'università, in cui il protagonista è stanco di essere circondato da persone che ritiene inferiori. 
La mancata reazione allo schiaffo ricevuto dall'avversaro politico evidenzia l'incapacità di Vincenzo di adattarsi e rispondere alla realtà, come invece fanno gli altri, quelli che sono in confidenza con essa e lottano per occupare al suo interno un posto di rilievo. Svevo inserisce nella narrazione temi darwiniani, come quello della lotta per la vita e dell'adattamento in natura, intrecciati con la riflessione di Schopenhauer su come gli esseri umani tendano a vedere gli altri come semplici rappresentazioni di loro stessi e sé stessi come intera volontà e rappresentazione. 
Oltre che dal rancore, il malocchio nasce anche dall'invidia e dalla gelosia che Vincenzo prova nei confronti degli altri, dei loro successi e delle loro realizzazioni (le cose alte e le cose eccelse nel racconto, cioè i sogni realizzati e i traguardi raggiunti). Dato che lui non riesce a trovare appagamento, lo cerca indirettamente e inconsapevolmente, provocando e assistendo al dolore altrui. Per esempio, il dirigibile rappresenta una conquista della tecnica, che avanza indipendentemente dai contributi del protagonista, ed è guidato da uomini calorosamente acclamati dalla folla.

### Vincenzo Albagi e l'inconscio
Dopo le tragedie da lui provocate, il protagonista allontana da sé l'idea di essere stato l'artefice degli eventi, e dopo la morte della madre cerca di alleggerire il suo senso di colpa prima con le lacrime, poi discolpandosi dopo le accuse del padre. Infine, Vincenzo condanna un altro io e si dichiara innocente. 
Sembra che in questi passaggi sia possibile trovare un accenno alla scoperta freudiana dell'inconscio. L'altro io può essere visto come il covo dei desideri, delle intenzioni e degli impulsi repressi e inaccettati dal protagonista, che riemergono dal profondo e invadono la realtà. Tra questi può trovarsi appunto il matricidio, che si compie dopo che la madre gli ha rinfacciato la sua incapacità, attraverso il potere del malocchio. Quest'ultimo, quindi, è un'arma mortale che scatta quando Vincenzo viene toccato in certi punti della sua moralità, indipendentemente dalla sua volontà.

### Vincenzo e il padre
Un altro accenno alla psicoanalisi di Freud è individuabile nel rapporto-scontro tra Vincenzo e il padre Geraldo. Quest'ultimo funziona da contraltare, perché rappresenta la figura dell'uomo realizzato, che ha saputo migliorare la sua vita e quella della propria famiglia. Svevo sottolinea questo contrasto scrivendo che Geraldo pensa di essere il Napoleone dei commercianti di vino d'Italia e presentandoci il protagonista come colui che aspira a diventare il nuovo Napoleone. Nella letteratura dell'Ottocento Napoleone ricorre spesso come termine di confronto delle aspirazioni degli uomini del tempo, mentre nella letteratura dei primi del Novecento come meta irraggiungibile per i propositi degli inetti. 
Il racconto contiene molti rimandi al conflitto edipico e alla sua simbologia. L'imperatore rimanda, appunto, alla figura paterna (e l'imperatrice a quella materna), così come il dirigibile, che simboleggia, nella letteratura freudiana, la virilità paterna. A un certo punto il mezzo viene chiamato "sigaro volante", con rimando quindi a un altro oggetto che possiede connotazioni paterne. L'avversario politico è il rivale e simboleggia la figura paterna che si oppone alla conquista della madre da parte del figlio. Le cose eccelse che Vincenzo vorrebbe realizzare sono quelle che conquistano le donne e che richiamano la potenza della virilità. L'oculista rappresenta la figura paterna, che giudica il figlio e i suoi peccati e indaga per trovare le cause dei suoi sensi di colpa. Infine, l'occhio è stato oggetto di studio di Freud: in alcune sue opere, egli scrive del legame simbolico tra occhi e genitali, più precisamente tra accecamento e castrazione, accostamento che rimanda alla scena della proposta dell'oculista di strappare via gli occhi di Vincenzo.

### Vincenzo e le fantasie
Svevo sembra anche accennare agli studi sull'isteria compiuti da Freud. Lo studioso austriaco sottolinea che i processi somatici sono legati a quelli psichici e che la somatizzazione del sintomo isterico è la conseguenza delle fantasie infantili e adolescenziali. In queste trovano soddisfacimento i bisogni egoistici, di ambizione e di potenza, oppure i desideri erotici della persona. Uno dei temi del racconto è proprio l'attività di Vincenzo di coltivare una vita fantastica e la sua velleità destinata alla frustrazione. È possibile vedere il malocchio come la somatizzazione di tale frustrazione.

## Genere
Questo racconto può essere inserito in un gruppo di testi narrativi di matrice fantastica dei primi del Novecento che sono stati influenzati dalle prime acquisizioni della psicoanalisi. 
Se da una parte il racconto mostra la sua natura fantastica attraverso il suo argomento centrale, cioè il malocchio, dall'altra un fitto tessuto argomentativo lo allontana dal canone fantastico. Mentre il narratore del testo fantastico lascia inspiegata qualsiasi connessione tra le forze psichiche e i fenomeni naturali e si ferma davanti alle possibili cause (quello che Todorov chiama esitazione), il narratore sveviano invece riconduce il malocchio a un preciso fenomeno prodotto dalla psiche del protagonista secondo le conoscenze della teoria freudiana. 
Tenendo conto delle categorie todoroviane, il racconto è collocabile tra lo strano e il meraviglioso. Clotilde Bertoni classifica il racconto nella categoria del meraviglioso.

## Stile
Tipico della poetica sveviana è il tentativo del narratore di mettere sempre in luce la negatività del protagonista, dinamica presente anche in questo racconto. Vincenzo è giudicato da un narratore sentenzioso e puntiglioso che, con ironia ambigua, cerca e raccoglie prove contro il suo personaggio.

## Il malocchioeLa coscienza di Zeno
In questo racconto sono anticipati alcuni temi che saranno trattati in modo più realistico ne La coscienza di Zeno: l'invidia, la malattia e la cura, la volubilità  delle scelte.